# Miguel Tendillo
Miguel Tendillo Belenguer (ur. 1 lutego 1961) – hiszpański piłkarz występujący na pozycji obrońcy.
Z Valencią sięgnął po Puchar Króla (1979), Puchar Zdobywców Pucharów (1980) i Superpuchar Europy (1980). Z Realem Madryt zdobył trzykrotnie Mistrzostwo Hiszpanii (1988, 1989, 1990), raz Puchar Króla (1989) i trzykrotnie Superpuchar Hiszpanii (1988, 1989, 1990).
W 1980–1988 rozegrał 27 meczów i strzelił 1 gola w reprezentacja Hiszpanii. Wystąpił na Euro 1980 i Mistrzostwach Świata 1982.
| Sezony    | Klub                 | Mecze | Gole |
| --------- | -------------------- | ----- | ---- |
| 1976–1977 | Valencia CF Mestalla | ?     | ?    |
| 1977–1978 | Valencia CF Mestalla | ?     | ?    |
| 1978–1979 | Valencia CF          | 4     | 0    |
| 1979–1980 | Valencia CF          | 29    | 0    |
| 1980–1981 | Valencia CF          | 31    | 4    |
| 1981–1982 | Valencia CF          | 28    | 3    |
| 1982–1983 | Valencia CF          | 27    | 3    |
| 1983–1984 | Valencia CF          | 30    | 5    |
| 1984–1985 | Valencia CF          | 30    | 2    |
| 1985–1986 | Valencia CF          | 30    | 0    |
| 1986–1987 | Real Murcia          | 41    | 2    |
| 1987–1988 | Real Madryt          | 36    | 4    |
| 1988–1989 | Real Madryt          | 27    | 2    |
| 1989–1990 | Real Madryt          | 11    | 0    |
| 1990–1991 | Real Madryt          | 24    | 2    |
| 1991–1992 | Real Madryt          | 0     | 0    |
| 1992–1993 | Burgos CF            | 23    | 1    |